# Make It Pop
Make It Pop (od 2015) – amerykańsko-kanadyjski serial komediowy stworzony przez Nicka Cannona i Thomasa W. Lyncha oraz wyprodukowany przez DHX Media, Nickelodeon Productions, Tom Lynch Company i N’Credible Entertainment.
Premiera serialu odbyła się w Stanach Zjednoczonych 26 marca 2015 na amerykańskim Nickelodeon jako zapowiedź, natomiast regularna emisja ruszyła dwa tygodnie później 6 kwietnia 5 grudnia 2015 został wyemitowany specjalny, świąteczny odcinek. Premiera 2 sezonu odbyła się 4 stycznia 2016. W Polsce serial zadebiutował 30 listopada 2015 na antenie Nickelodeon Polska. 20 sierpnia 2016 odbyła się premiera specjalnego, wakacyjnego odcinka.

## Opis fabuły
Serial opisuje historię trzech uczennic uczęszczających do liceum – Sun-Hi Song (Megan Lee), Jodi Mappy (Louriza Tronco) i Corki Chang (Erika Tham), które mieszkają razem w jednym pokoju w internacie, i choć każda z nich ma inny charakter to łączy je pasja do muzyki, więc powołują do życia zespół o nazwie XO – IQ. Do ich paczki dołącza również Caleb (Dale Whibley), który tworzy dla nich świetną muzykę i staje się ich DJ-em. Czwórka przyjaciół codziennie razem przeżywa nowe przygody, rozwijając muzyczną karierę i przeżywając miłosne rozterki.

## Spis odcinków
| Seria     | Odcinki   | Premiera serii   | Finał serii      | Premiera serii    | Finał serii     |
| --------- | --------- | ---------------- | ---------------- | ----------------- | --------------- |
| 1         | 20        | 26 marca 2015    | 1 maja 2015      | 30 listopada 2015 | 23 grudnia 2015 |
| Specjalny | Specjalny | 5 grudnia 2015   | 5 grudnia 2015   | 2 maja 2016       | 2 maja 2016     |
| 2         | 20        | 4 stycznia 2016  | 29 stycznia 2016 | 2 maja 2016       | 27 maja 2016    |
| Specjalny | Specjalny | 20 sierpnia 2016 | 20 sierpnia 2016 |                   |                 |